# Victoria Maurette
Pour les articles homonymes, voir Maurette.
Victoria Maurette (née le 30 juillet 1982 à Buenos Aires) est une actrice, chanteuse et compositrice argentine.

## Carrière
Victoria Maurette (Vicko) est née le 30 juillet 1982 à Buenos Aires, de Parents français. Quelques mois plus tard, elle déménage avec sa famille aux États-Unis, puis, après plusieurs années, en Équateur et au Mexique. En 1994, ils retournent en Argentine où Victoria obtient son diplôme à Asociaciones Escuelas Lincoln. À l'école, Victoria Maurette est membre d'un club de théâtre et chante dans la chorale.
En 2001, Victoria Maurette signe son premier contrat professionnel pour la comédie musicale Disney Magical Moments. Des producteurs la repèrent alors et la font auditionner pour une émission de télévision. C'est ainsi qu'elle apparaît pour la première fois à la télévision en 2002 dans le feuilleton pour adolescents Rebelde Way de Cris Morena  dans le rôle de Victoria « Vico » Paz.
En 2004 elle joue dans le feuilleton Il n'y a pas 2 sans 3 (No hay 2 sin 3) et dans la série Riches et Morveux.
Elle se tourne alors vers sa carrière cinématographie et tourne son premier film en anglais en 2007, le thriller Bulletface d'Albert Pyun dans le rôle de Dara Maren, aux côtés de Steven Bauer.
Elle participe à trois films indépendants, Mala rata et les films d'horreur Left for Dead, dans lequel elle interprète Clementine Templeton et Dying God (2008), où elle tient le rôle d'Ingrid. Grâce à son rôle dans Left for Dead, elle remporte le prix de la Meilleure actrice dans le 8e festival de cinéma de Buenos Aires Rojo Sangre (B.A.R.S) en 2007,,.
En 2008, Victoria Maurette travaille à nouveau avec Cris Morena dans la deuxième saison de Casi Ángeles, dans laquelle elle interprète une sexologue qui fait tout pour que les garçons n'aient plus peur de parler de thématiques intimes. Elle joue ce rôle pendant 10 épisodes.
En 2009, elle joue dans la série Jake & Blake dans laquelle elle interprète une manager réputée coriace qui escroque le personnage de Blake, joué par Benjamín Rojas.
Elle joue encore dans The Book of Hell (Necronomicon) (es)de Marcelo Schapces d'après H.P. Lovecraft et 27: El club de los malditos (es)de Nicanor Loreti en 2018,,.

### Théâtre
Au théâtre Victoria Maurette joue notamment dans El juego que todos jugamos d'Alejandro Jodorowsky.

### Musique
Victoria Maurette forme un groupe musical, Erreway, avec Camila Bordonaba, Felipe Colombo (en), Luisana Lopilato et Benjamín Rojas. Lors de leur tournées en Israël, entre 2003 et 2004, elle danse et chante quelques chansons en solo.
En 2009, elle enregistre son premier disque intitulé «Victoria», à la suite duquel elle réalise de nombreux concerts dans des pubs et de boîtes de nuit de Buenos Aires.
En 2019, elle donne un concert au teatro Monteviejo et présente des chansons de sa dernière œuvre Eterna et de son second disque Get Together qui utilise, entre autres, du matériel de Velvet Underground, Creedence Clearwater Revival, The Turtles,.

## Vie privée
Victoria Maurette parle couramment anglais et espagnol. Le 11 novembre 2010 elle se marie avec Esteban Young. Ils ont une fille et sont divorcés depuis.

## Télévision
- Rebelde Way (2002-2003) / Victoria
- Il n'y a pas 2 sans 3 (2004-2005)
- Riches et Mocosos (2006)
- Casi Ángeles (2008) / Sexóloga - participation spéciale.
- Jake & Blake (2009-2010)
- Los unicos (2011) / participation spéciale.
- Esperanza mía (2015) / participation spéciale

## Théâtre
- Erreway (2002-2003)
- o4 (2003-2004)
- Misterios de una masacre (2005)
- Vibra, un coro circense (2006)
- Un mundo ideal (2012)
- La del 3ero A (2015)

## Cinéma
- Behind the trees (2006; États-Unis) / film indépendant.
- Left for Dead (2007; États-Unis) / film indépendant.
- Los Ángeles (2007; Argentine).
- Dying God (2008; États-Unis) /  film indépendant.
- Kung Fu Joe (2009; États-Unis) / film indépendant.
- Bulletface (2010; États-Unis) /  film indépendant.
- Tales of an Ancient Empire (2010; États-Unis) /  film indépendant.
- The Theatre Bizarre (2011; États-Unis)
- 5am (2015; Argentine)

## Disques
- Victoria (2009) / label indépendant.